# Ola Lindgren
Per Ola Markus Lindgren (ur. 29 lutego 1964 w Halmstadzie) – szwedzki piłkarz ręczny oraz trener. Trzykrotny medalista olimpijski.
W reprezentacji Szwecji rozegrał 376 spotkań i zdobył 482 bramki. Dwukrotnie zdobywał tytuł mistrza świata (1990 i 1999), cztery razy zwyciężał w mistrzostwach kontynentu (1994, 1998, 2000 i 2002). Na trzech igrzyskach z rzędu – 1992, 1996, 2000 – reprezentacja Szwecji sięgała po srebro. Grał w klubach szwedzkich i niemieckich, największe sukcesy odnosząc z HK Drott (mistrzostwo Szwecji w 1984, 1988, 1990 i 1994).
Od 2008 wspólnie ze Staffanem Olssonem jest selekcjonerem kadry Szwecji.

## Kluby
- HK Drott (1981-1990)
- TSV Dutenhofen (1990-1992)
- HK Drott (1992-1995)
- HSG Düsseldorf (1995-1998)
- HSG Nordhorn (1998-2003)